# Детский гимн
«Детский гимн» (нем. Kinderhymne) — стихотворение немецкого поэта Бертольда Брехта, написанное в 1950 году и положенное на музыку композитором Хансом Эйслером.

## История
Брехт написал данное стихотворение в качестве ответа на «Песнь немцев», которая, по его мнению, была искажена Третьим рейхом и чья третья строфа стала национальным гимном Западной Германии в 1950 году. Позже в том же году стихотворение положил на музыку композитор Ханс Эйслер, создавший гимн ГДР.
Форма стиха и схема рифмы в «Kinderhymne» схожи как с «Песней немцев», так и с «Возрождённой из руин», государственным гимном Восточной Германии. Соответственно, имеется возможность комбинировать три текста с мелодиями.

## Публикации
Текст «Детского гимна» был впервые опубликован в № 6 берлинского журнала «Смысл и форма» за 1950 год.

## Отношение в современной Германии
После объединения Германии в 1990 году многие общественные деятели стали выступать с предложением выбрать «Kinderhymne» в качестве нового гимна единого государства. В частности, депутат Бундестага Штефан Хайм процитировал строки из произведения Брехта на торжественном открытии парламента в ноябре 1994 года. В 2009 году немецкий левый политик Петер Соданн во время выборов федерального канцлера заявил о том, что в случае своей победы утвердит «Kinderhymne» государственным гимном.

## Отзывы
Политолог Иринг Фетшер в своей книге 1977 года охарактеризовал стихотворение Брехта следующим образом: «… вероятно, нет гимна, который бы так красиво, так рационально, так критически обосновывал любовь к своей стране, и нет такого гимна, который заканчивался бы такими примирительными строками».

## В других странах
В апреле 2015 года швейцарский философ и общественный деятель Элмар Холенштейн внёс некоторые изменения в оригинальный текст «Kinderhymne», планируя предложить данную песню в качестве нового государственного гимна. Впервые текст под редакцией Холенштейна был опубликован в 2021 году.